# Christina Nimand Pedersen
Christina Nimand Pedersen Hansen, född den 15 december 1982 i Valby Köpenhamn, är en inte längre aktiv dansk handbollsmålvakt.

## Karriär
Christina Pedersen började spela i Ajax i hemstaden. Christina Pedersen startade sin elitkarriär i Köpenhamnsklubben Fredriksbergs IF, FIF och spelade där till hon var nitton år. Då kom hon till FCK Håndbold där hon spelade största delen av sin elitkarriär i åtta år till 2010. Hon representerade sedan i två säsonger i Viborgs HK. 2010 vann Viborg HK danska mästerskapet men 2011 och 2012 tog de inte hem mästerskapet så Christina Pedersen blev utan DM-guld. Däremot vann Viborg danska cupen ett av  dessa år. Christina Pedersen återvände 2012 till FIF. 2013 överlät FIF sin elitlicens till København Håndbold och det blev Pedersens sista klubb. Hon har efter karriären arbetat i København Håndbold med klubbadministration och också i divisionsföreningen.
Landslagsdebut den 6 mars 2002 i en segermatch mot Sverige med retur dagen efter. Det dröjde sedan till 2006 innan hon fick spela nästa landskamp men då blev hon ordinarie spelare i landslaget. Spelade sedan 109 landskamper och gjorde ett mål för Danmark. Sista landskampen 5 augusti 2012 under OS i London mot Frankrike i en dansk förlust 24-30. Hon spelade i EM 2008, VM 2009, EM 2010 och VM 2011 för Danmark. Hennes sista mästerskap blev OS i London 2012. Danmark blev utan medalj i alla dessa mästerskap så Christina Pedersen har inga stora meriter från mästerskapen. Hon blev utsedd till årets kvinnliga landslagsspelare i Danmark 2010.

### Fotnoter
1. ↑  ”Spelarprofil Christina Nimand Hansen”. EHF. http://history.eurohandball.com/ec/ehfc/women/2013-14/player/510850/Christina+Nimand+Hansen. Läst 9 juni 2021.
2. ↑  ”VHK forhandler med FCK maalmand”. https://viborg-folkeblad.dk/viborghk/VHK-forhandler-med-FCK-maalmand/artikel/114303. Läst 14 mars 2019.
3. ↑  ”Landsholdskeeper forlader Viborg HK”. https://www.bt.dk/haandbold/landsholdskeeper-forlader-viborg-hk. Läst 14 mars 2019.
4. ↑  ”DHDb / spelare Christina Pedersen”. http://dhdb.hyldgaard-jensen.dk/spiller.php?id=1110. Läst 14 mars 2019.
5. ↑  ”Christina Pedersen imponerade i dansk sejr”. https://www.bt.dk/haandbold/christina-pedersen-imponerede-i-dansk-sejr. Läst 14 mars 2019.
6. ↑  ”Haslund info / Christina Pedersen”. http://www.haslund.info/haandbold/20_dame/20_spillere/pedchr.asp. Läst 14 mars 2019.
7. ↑  ”Tophåndbold /aarets kvindlige landsholdspiller”. https://tophaandbold.dk/award/aarets-kvindelige-landsholdspiller. Läst 15 mars 2019.[död länk]